# Área de Wernicke
Área de Wernicke /ˈvɛərnᵻkə/, também chamada de "área de fala de Wernicke", é uma das duas partes do córtex cerebral que está ligada à fala (a outra é a Área de Broca). Está relacionada ao conhecimento, interpretação e associação de informações, mais especificamente a compreensão da linguagem escrita e falada. Tradicionalmente acredita-se que ela se localize na Área de Brodmann 22,39 e 40, localizada na porção posterior da circunvolução temporal superior do córtex cerebral esquerdo.
Danos causados na área de Wernicke podem fazer com que uma pessoa que escute perfeitamente e reconheça bem as palavras, seja incapaz de agrupá-las para formar um pensamento coerente, caracterizando a doença conhecida como Afasia de Wernicke.
A área recebe o nome em homenagem a Carl Wernicke, um neurologista e psiquiatra alemão, que nem todos os déficits de linguagem eram resultado de danos à área de Broca, descrita por Paul Broca. Karl notou que lesões na região posterior esquerda do giro temporal superior resultavam em déficits na compreensão da linguagem.
De acordo com Snell, Richard S. (2010) Clinical Neuroanatomy, mais de 90% da população adulta é destra e, portanto, o seu hemisfério esquerdo é dominante. Em cerca de 96% da população adulta, o hemisfério esquerdo é dominante para a fala.
A área de Wernicke está conectada à área de Broca por um feixe de fibras nervosas, denominado fascículo arqueado.

## Estrutura
A área de Wernicke é tradicionalmente vista como localizada na seção posterior do giro temporal superior (GST), geralmente no hemisfério cerebral esquerdo. Esta área circunda o córtex auditivo no sulco lateral, a parte do cérebro onde o lobo temporal e o lobo parietal se encontram. Esta área é descrita neuroanatomicamente como a parte posterior da área de Brodmann 22.
No entanto, há uma ausência de definições consistentes quanto à localização. Alguns o identificam com a associação auditiva unimodal no giro temporal superior anterior ao córtex auditivo primário (parte anterior do BA 22 ). Este é o local mais consistentemente implicado no reconhecimento auditivo de palavras por experimentos de imagens cerebrais funcionais. Outros incluem também partes adjacentes do córtex heteromodal em BA 39 e BA40 no lobo parietal. Apesar da noção esmagadora de uma “Área de Wernicke” especificamente definida, a investigação actual mais cuidadosa sugere que não se trata de um conceito unificado
Embora anteriormente pensado para conectar a área de Wernicke e a área de Broca, uma nova pesquisa demonstra que o fascículo arqueado se conecta às áreas receptivas posteriores com áreas pré-motoras/motoras, e não à área de Broca. Consistente com o local de reconhecimento de palavras identificado em imagens cerebrais, o fascículo uncinado conecta as regiões temporais superiores anteriores à área de Broca.

## Função

### Área homóloga direita
Pesquisas utilizando estimulação magnética transcraniana sugerem que a área correspondente à área de Wernicke no hemisfério cerebral não dominante tem um papel no processamento e resolução de significados subordinados de palavras ambíguas - como "rio" quando dada a palavra ambígua "banco". " Em contraste, a área de Wernicke no hemisfério dominante processa os significados das palavras dominantes (“caixa” dado “banco”).

### Vistas modernas
A neuroimagem sugere que as funções anteriormente atribuídas à área de Wernicke ocorrem de forma mais ampla no lobo temporal e, de fato, também acontecem na área de Broca.
| “ | Existem algumas sugestões de que os giros temporais médio e inferior e o córtex temporal basal refletem o processamento lexical... há consenso de que o STG dos campos rostral ao caudal e o STS constituem o tecido neural no qual muitos dos os cálculos críticos para o reconhecimento de fala são executados... aspectos da área de Broca (áreas 44 e 45 de Brodmann) também estão regularmente implicados no processamento de fala. ... a gama de áreas implicadas no processamento da fala vai muito além das áreas da linguagem clássica normalmente mencionadas para a fala; a grande maioria dos livros didáticos ainda afirma que esse aspecto da percepção e do processamento da linguagem ocorre na área de Wernicke (o terço posterior do STG). | ” |

O suporte para uma ampla gama de áreas de processamento de fala foi promovido por um estudo recente realizado na Universidade de Rochester, no qual falantes nativos da linguagem de sinais americana foram submetidos a ressonância magnética enquanto interpretavam sentenças que identificavam um relacionamento usando qualquer sintaxe (o relacionamento é determinado pela palavra ordem) ou inflexão (a relação é determinada pelo movimento físico de "mover as mãos pelo espaço ou fazer sinais em um lado do corpo"). Áreas distintas do cérebro foram ativadas com o córtex frontal (associado à capacidade de colocar informações em sequências) sendo mais ativo na condição de sintaxe e os lobos temporais (associados à divisão da informação em suas partes constituintes) sendo mais ativos na condição de inflexão. No entanto, estas áreas não são mutuamente exclusivas e apresentam uma grande sobreposição. Essas descobertas implicam que, embora o processamento da fala seja um processo muito complexo, o cérebro pode estar usando métodos computacionais preexistentes e bastante básicos.

## Importância clinica

### Afasia
A área de Wernicke recebeu o nome de Carl Wernicke, um neurologista e psiquiatra alemão que, em 1874, levantou a hipótese de uma ligação entre a seção posterior esquerda do giro temporal superior e a imitação reflexiva de palavras e suas sílabas que associavam as imagens sensoriais e motoras das palavras faladas. . Ele fez isso com base na localização das lesões cerebrais que causaram a afasia . A afasia receptiva, na qual tais habilidades são preservadas, também é conhecida como afasia de Wernicke . Nesta condição há um grande comprometimento da compreensão da linguagem, enquanto a fala mantém um ritmo natural e uma sintaxe relativamente normal. Como resultado, a linguagem é em grande parte sem sentido (uma condição às vezes chamada de afasia fluente ou de jargão).
A área de Wernicke recebe informações do córtex auditivo e funciona para atribuir significados às palavras. É por isso que os danos nesta área resultam em discurso sem sentido, muitas vezes com erros parafásicos e palavras ou expressões recém-criadas. A parafasia pode envolver a substituição de uma palavra por outra, conhecida como parafasia semântica, ou a substituição de um som ou sílaba por outra, definida como parafasia fonêmica. Esse discurso costuma ser chamado de “salada de palavras”, pois o discurso parece fluente, mas não tem um significado sensato. A estrutura normal da frase e a prosódia são preservadas, com entonação, inflexão, velocidade e ritmo normais. Isto difere da afasia de Broca, que se caracteriza pela falta de fluência. Os pacientes normalmente não estão cientes de que sua fala está prejudicada dessa forma, pois alteraram a compreensão de sua fala. A linguagem escrita, a leitura e a repetição também são afetadas.
Danos ao lobo temporal posterior do hemisfério dominante são a causa da afasia de Wernicke. A etiologia desse dano pode variar muito, sendo a causa mais comum um evento cerebrovascular, como um acidente vascular cerebral isquêmico. O AVC isquêmico é o resultado da oclusão de um vaso sanguíneo por um trombo, restringindo o suprimento de sangue a uma área específica do cérebro. Outras causas de dano focal que pode levar à afasia de Wernicke incluem traumatismo cranioencefálico, infecções que afetam o sistema nervoso central, doenças neurodegenerativas e neoplasias. Um evento cerebrovascular é mais provavelmente a causa numa apresentação de afasia de início agudo, enquanto uma doença degenerativa deve ser suspeitada na afasia com progressão gradual ao longo do tempo. Os exames de imagem costumam ser úteis na identificação de uma lesão, sendo que os exames de imagem iniciais mais comuns consistem em tomografia computadorizada (TC) ou ressonância magnética (RM). A eletroencefalografia (EEG) também pode ser útil em pacientes com afasia transitória, cujos achados podem ser decorrentes de convulsões, embora esta seja uma causa menos comum.
O diagnóstico da afasia, bem como a caracterização do tipo de afasia, é feito com testes de linguagem realizados pelo provedor. O teste deve avaliar a fluência da fala, compreensão, repetição, capacidade de nomear objetos e habilidades de escrita. A fluência é avaliada pela observação da fala espontânea do paciente. Anormalidades na fluência incluiriam frases encurtadas, diminuição do número de palavras por minuto, aumento do esforço na fala e agramatismo. Pacientes com afasia de Wernicke devem ter fala fluente, portanto, anormalidades na fluência podem indicar um tipo diferente de afasia. A compreensão é avaliada dando ao paciente comandos para seguir, começando com comandos simples e progredindo para comandos mais complexos. A repetição é avaliada fazendo com que o paciente repita frases, progredindo de frases simples para frases mais complexas. Tanto a compreensão quanto a repetição seriam anormais na afasia de Wernicke. O conteúdo também deve ser avaliado, ouvindo a fala espontânea ou instruída do paciente. As anormalidades de conteúdo incluem erros parafásicos e neologismos, ambos indicativos de um diagnóstico de afasia de Wernicke. Neologismos são palavras novas que podem se assemelhar a palavras existentes. Pacientes com afasia de Wernicke grave também podem produzir sequências desses neologismos com algumas palavras de ligação, conhecidas como jargão. Erros na seleção de fonemas de pacientes com afasia de Wernicke incluem adição, omissão ou mudança de posição. Outro sintoma da afasia de Wernicke é o uso de parafasias semânticas ou "fala vazia", que é o uso de termos genéricos como "coisas" ou "coisas" para substituir palavras específicas nas quais o paciente não consegue pensar. Alguns pacientes com afasia de Wernicke também falam sobre palavras faltantes, o que é chamado de " circunlocução ". Pacientes com afasia de Wernicke podem tender a correr quando falam, devido à circunlocução combinada com um automonitoramento deficiente. Essa superabundância de palavras ou pressão de expressão pode ser descrita como logorréia. Se houver sintomas, também deve ser feito um exame neurológico completo, que ajudará a diferenciar a afasia de outros diagnósticos neurológicos que podem causar alteração do estado mental com fala e compreensão anormais.
Por exemplo, perguntou-se a um paciente com afasia de Wernicke o que o trouxe ao hospital. Sua resposta foi: "Este é algum dos trabalhos que fazemos como fazíamos antes? ... Tudo bem ... Desde quando vinho [por que] estou aqui. O que há de errado comigo porque eu ... era eu mesmo até o taenz tirou algo sobre o tempo entre mim e meu tempo normal naquele tempo e eles tiraram o tempo naquele tempo aqui e foi quando o tempo demorou por aqui e me viu por aí começou comigo sem tempo e eu bekan [começou] trabalho de mais nada, foi assim que o médico me encontrou desse jeito...” 
O tratamento da afasia de Wernicke envolve primeiro abordar a causa subjacente. A terapia da fala e da linguagem é o tratamento de primeira linha para a afasia em si e tem como objetivo melhorar os déficits de linguagem, bem como preservar as habilidades linguísticas remanescentes do paciente. Um objetivo crítico subsequente da terapia é ensinar ao paciente como se comunicar de maneiras alternativas, para que ele possa se comunicar com sucesso na vida diária. Isso pode incluir gestos, imagens ou uso de dispositivos eletrônicos.
Embora as evidências de neuroimagem e lesões geralmente apoiem a ideia de que o mau funcionamento ou danos à área de Wernicke são comuns em pessoas com afasia receptiva, nem sempre é assim. Algumas pessoas podem usar o hemisfério direito para a linguagem, e danos isolados na área córtex de Wernicke (poupando a substância branca e outras áreas) podem não causar afasia receptiva grave. Mesmo quando pacientes com lesões na área de Wernicke apresentam déficits de compreensão, estes geralmente não se restringem apenas ao processamento da linguagem . Por exemplo, um estudo descobriu que pacientes com lesões posteriores também tinham dificuldade em compreender sons não-verbais, como ruídos de animais e máquinas. Na verdade, para a área de Wernicke, as deficiências nos sons não-verbais foram estatisticamente mais fortes do que nos sons verbais.